# SunExpress Deutschland
SunExpress Deutschland GmbH era una compagnia aerea charter tedesca con sede a Francoforte sul Meno. Era sussidiaria di SunExpress, che è a sua volta una joint venture di Turkish Airlines e Lufthansa. La sua base principale era l'Aeroporto di Francoforte sul Meno pur avendo basi più piccole in diversi aeroporti tedeschi.

## Storia
SunExpress Deutschland venne fondata l'8 giugno 2011 come una sussidiaria di SunExpress ed iniziò le sue operazioni di volo con tre Boeing 737-800. L'obiettivo era quello di operare le rotte dalla Germania verso il Mar Rosso, tratte che vennero servite per la prima volta nel 2 novembre 2011. La compagnia successivamente sviluppò una rete di destinazioni charter in Europa meridionale e nel Nordafrica.
Nel febbraio del 2015 venne annunciato dal gruppo Lufthansa che SunExpress Deutschland avrebbe operato per Eurowings sui voli a lungo raggio. Per rendere possibile ciò, nel novembre del 2015, venne istituita una nuova base all'Aeroporto di Colonia-Bonn dove vennero basati 7 Airbus A330-200. A marzo 2018 Eurowings spostò 3 dei 7 Airbus all'Aeroporto di Monaco di Baviera.

## Flotta

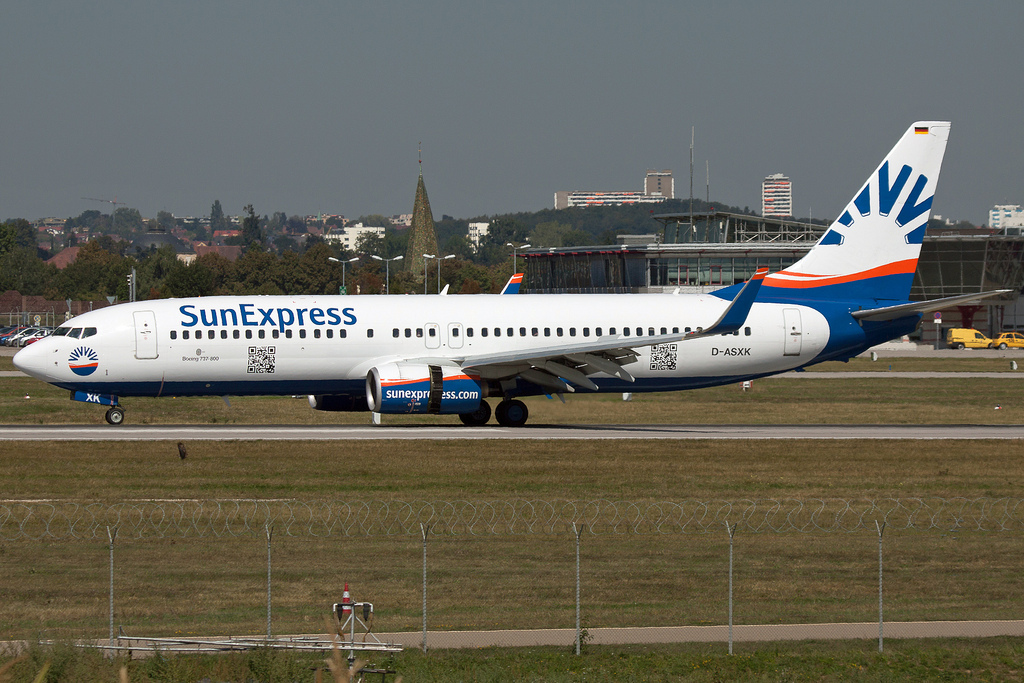
Un Boeing 737-800.

Al momento della chiusura nel giugno 2020, la flotta di SunExpress Deutschland era composta dai seguenti aeromobili:

### Flotta storica
Nel corso degli anni, SunExpress Deutschland ha operato nel complesso con i seguenti aeromobili: